# Municipio de Ciudad Valles
El municipio de Ciudad Valles es uno de los 59 municipios del estado mexicano de San Luis Potosí. Su cabecera es la localidad de Ciudad Valles.

## Localidades
| Localidad             | Población |
| --------------------- | --------- |
| Ciudad Valles         | 136 351   |
| Rascón                | 2292      |
| Laguna del Mante      | 2182      |
| La Lima               | 1725      |
| Ampliación la Hincada | 1541      |

## Presidentes municipales de Ciudad Valles
| Presidente municipal                                              | Período de Gobierno                           |
| ----------------------------------------------------------------- | --------------------------------------------- |
| Domingo Candelario Hernández                                      | 1932-1933                                     |
| N/D                                                               | 1934-1935                                     |
| Francisco Purata Herrera                                          | 1949-1952                                     |
| Adán González                                                     | 1952-1955                                     |
| Ángel Ocejo Velarde                                               | 1955-1958                                     |
| Javier Gallegos Hernández                                         | enero de 1958 a 6 de marzo de 1959            |
| Javier Gallegos Hernández                                         | 1960-1961                                     |
| Mariano Velasco Mújica                                            | 1961-1964                                     |
| Mario Loustau Álvarez                                             | 1964-1967                                     |
| Margarita Baconnier Ocejo                                         | 1967-1970                                     |
| Javier Gallegos Hernández                                         | 1970-1973                                     |
| David Flores Orta (presidente del Concejo Municipal)              | nov.-dic. de 1973                             |
| Leonardo Zúñiga Azuara                                            | 1973-1976                                     |
| Antonio Esper Bujaidar                                            | 1976-1979                                     |
| Rafael Piña González                                              | 1979-1982                                     |
| Ángel Martínez Manzanares                                         | 1982-1985                                     |
| Miguel Romero Ruiz Esparza                                        | 1985-1988                                     |
| Antonio Esper Bujaidar                                            | 1988-1991                                     |
| Martín Gallardo Terán                                             | 1991                                          |
| Eligio Quintanilla González                                       | 1991-1994                                     |
| Alfredo González Lárraga                                          | 1994-1997                                     |
| Eligio Quintanilla González                                       | 1997-2000                                     |
| Manuel Terán Terán                                                | mayo a agosto de 2000                         |
| Eligio Quintanilla González                                       | agosto a septiembre de 2000                   |
| Juan José Ortiz Azuara                                            | 2000-2003                                     |
| Martha Dolores Magliano Tellez (Presidente del Consejo Municipal) | octubre a diciembre de 2003                   |
| Jorge Terán Juárez                                                | 2003-2006                                     |
| Rómulo Garza Martínez                                             | 2006-2009                                     |
| María del Socorro Herrera Orta                                    | 2009-2012                                     |
| Francisca Herrera Rangel                                          | abril a julio de 2012                         |
| Lilia del Carmen Lara Compeán                                     | agosto a septiembre de 2012                   |
| Juan José Ortiz Azuara                                            | 2012-2015                                     |
| Jorge Terán Juárez                                                | 2015-2018                                     |
| José Luis Larraga González                                        | 23 de enero al 12 de febrero                  |
| Alicia Juárez Luna                                                | 24 de marzo al 9 de julio de 2018             |
| Adrián Esper Cárdenas                                             | 2018-2021                                     |
| José Guadalupe Contreras Pérez                                    | 27 de noviembre de 2020 al 4 de marzo de 2021 |
| Jorge Farías Castro                                               | 4 de marzo al 30 de septiembre de 2021        |
| David Armando Medina Salazar                                      | 2021-2027                                     |